# Château du Lonzat (Marcenat)
Pour les articles homonymes, voir Château du Lonzat.
Le château du Lonzat est un édifice situé à Marcenat, en France.

## Situation
Le château du Lonzat est situé sur le territoire de la commune de Marcenat, dans le département de l'Allier en région Auvergne-Rhône-Alpes. Il se trouve au sud du village du Lonzat, lui-même situé au nord du bourg de Marcenat, à environ 1,5 km par la D 142 (route de Paray-sous-Briailles).

## Description
Le château du Lonzat est composé d’un sous-sol, de trois niveaux et d’un niveau de combles,.
Il est entouré d'un grand parc.

## Historique
Un premier château existe à cet emplacement depuis le XIIe siècle. Il est agrandi ou reconstruit au XVe siècle. C'est sur une ruine que le comte d’Arfeuilles fait construire la demeure actuelle dans le style néogothique.
En 1944, le château est l'une des résidences d'été de Philippe Pétain,.